# Che Sudaka
Che Sudaka és un grup de rock alternatiu format per músics de l'Argentina i de Colòmbia. La mateixa banda defineix el seu estil com punk reggae party en el que, a més a més, tenen cabuda altres ritmes com el hip-hop o l'ska.
La banda es va formar a principis del 2002 a Barcelona per un grup d'immigrants il·legals que oferien la seva música als carrers per poder guanyar-se la vida i que havien arribat a la ciutat comtal seguint les petjades de Manu Chao, una de les influències més fortes de la mateixa banda.

## Discografia
| Any  | Títol                       | Discogàfica                      |
| ---- | --------------------------- | -------------------------------- |
| 2003 | Trippie Town                | K Industria                      |
| 2005 | Trippie Town (reedició)     | K Industria                      |
| 2005 | Alerta Bihotza              | K Industria                      |
| 2007 | Mirando el Mundo al Revés   | K Industria                      |
| 2009 | Tudo é possible             | Cavernicola Records+ Kasba Music |
| 2009 | 10                          | Cavernicola Records              |
| 2010 | Cavernicola Recording Vol.1 | Cavernicola Records              |
| 2013 | 1111 Lives                  | Cavernicola Records              |
| 2015 | Hoy                         | Cavernicola Records              |
| 2017 | Almas Rebeldes              | Cavernicola Records              |
| 2021 | Conectando Estudio vol.1    | Cavernicola Records              |

## Premis
- Guanyador dels premis ARC 2014 a "MILLOR GIRA INTERNACIONAL D'ARTISTA O GRUP CATALÀ"[4]